# Diplazium oblongifolium
Diplazium oblongifolium là một loài dương xỉ trong họ Athyriaceae. Loài này được Jermy in T.Chambers, Jermy & Crabbe mô tả khoa học đầu tiên năm 1971.
Danh pháp khoa học của loài này chưa được làm sáng tỏ. 